# Tristan Valentin
Tristan Valentin (* 23. Februar 1982 in Le Blanc-Mesnil) ist ein ehemaliger französischer Radrennfahrer.

## Karriere
Tristan Valentin begann seine Karriere 2003 bei dem kleinen französischen Team Auber 93, das in der Saison 2005 an der UCI Europe Tour als Continental Team teilnahm. Valentin siegte bei dem französischen Eintagesrennen Tro-Bro Léon.
Zur Saison wechselte er zum französischen ProTeam Cofidis, bei dem er nach der Saison 2013 seine Karriere beendete. Für diese Mannschaft beendete er den Giro d’Italia 2007 auf Platz 132. und die Tour de France 2011 als 118.
2006 wurde Valentin nach einem positiven Dopingtest auf das Stimulanzmittel Heptaminol für sechs Monate gesperrt. Das Heptaminol war Bestandteil eines Venenmittels, das Valentin vom Arzt verschrieben bekam.

## Erfolge
2005
- Tro Bro Leon